# Liga Nacional pela Democracia
A Liga Nacional pela Democracia (LND; birmanês: အမျိုးသား ဒီမိုကရေစီ အဖွဲ့ချုပ်) é um partido político birmanês fundado em 27 de setembro de 1988 por Aung San Suu Kyi e pelos generais Aung Gyi e Tin Oo, após a repressão à revolta popular pró-democracia e a tomada do poder em Mianmar por uma junta militar, naquele mesmo ano.
Aung San Suu Kyi, Prêmio Nobel da Paz 1991,  é a secretária-geral do partido. Nas eleições legislativas birmanesas de  27 de maio de 1990, a LND conquistou 392 das 492 cadeiras, porém a junta militar não permitiu a formação de um governo.
Em 2001, o governo permitiu a reabertura de alguns diretórios da LND no país, mas estes acabaram sendo fechados ou fortemente limitados, no início de  2004. Em 2006, muitos  membros deixaram o partido, em razão da coação e da pressão exercida pelo Tatmadaw (as Forças Armadas) e pela  USDA, a milícia do regime.
Em 6 de maio de 2010, a LND foi declarada ilegal e dissolvida pela junta, depois que o partido decidiu boicotar as eleições de novembro de 2010, recusando-se a fazer seu registro para concorrer ao pleito.
Em novembro de 2011, o partido anunciou sua intenção de se registrar como partido político, para disputar as eleições de 13 de dezembro de 2011. O registro foi aprovado pelas autoridades.
Nas eleições de 2012, o partido lançou candidatos para 44 das 45 cadeiras  em disputa e conquistou todas as 44, sendo 37 cadeiras (de um total de 440) na câmara baixa, 4 na câmara alta e duas nos parlamentos regionais. A líder do partido, Aung San Suu Kyi, foi eleita deputada pelo distrito de Kawhmu.